# Nothopegia aureofulva
Nothopegia aureofulva är en sumakväxtart som beskrevs av Richard Henry Beddome och Joseph Dalton Hooker. Nothopegia aureofulva ingår i släktet Nothopegia och familjen sumakväxter. Inga underarter finns listade i Catalogue of Life.